# Oberon (luna)
Oberon je najbolj zunanji Uranov naravni satelit in drugi največji. Odkril ga je William Herschel leta 1787.
Oberon je kralj Poštenosti in mož Titanie v Shakespearejevem delu Sen kresne noči.
Oberon in Umbriel sta si verjeno precej podobna, čeprav je Oberon za 35% večji. Vse Uranove velike lune so iz mešanice 40-50% vodnega ledu in ostalega kamnin; to je nekako večji delež kamnin kot pri Saturnovih velikih lunah, recimo kot pri Rei.
Oberonovo močno kraterizirano površje je bilo verjetno stabilno vse od njeovega nastanka. Ima veliko več kraterjev, ti pa so precej večji, kot jih imata Ariel in Titania. Nekateri kraterji imajo žarke izvrženega materiala, podobno kot tisti na Kalisti. Nekatera dna kraterjev so temna; mogoče so pokrita s temnejšim materialom, ki je bil izbruhan v kraterje. Opazili so tudi velike prelomnice na celotni južni polobli Oberona. To nakazuje na geološke aktivnosti zgodaj v Oberonovi zgodovini.